# Hugo-Bergroth-Preis
Der Hugo-Bergroth-Preis (schwedisch Hugo Bergroth-priset) wird von der Hugo-Bergroth-Gesellschaft (Hugo Bergroth-sällskapet) in Finnland an Personen vergeben, die sich für die Pflege und Weiterentwicklung der finnlandschwedischen Sprache verdient gemacht haben. Der Preis wurde 1992 gestiftet. Im Jahr 2021 belief sich die Preissumme auf 5000 Euro.
Namensgeber des Preises ist der Finnlandschwede Hugo Bergroth (1866–1937). Er war Sprachwissenschaftler und spielte eine wichtige Rolle für die Sprachplanung des Schwedischen im zweisprachigen Finnland.

## Preisträger
- 1993 Ann-Kristin Schevelew
- 1994 nicht vergeben
- 1995 Lena Björklund
- 1996 Tove Fagerholm
- 1997 Tomas Hellén
- 1998 Henrik Bruun
- 1999 Yvonne Hoffman
- 2000 Björn-Eric Mattsson
- 2001 Lars Svedberg
- 2002 Seija Tiisala
- 2003 Kristin Olsoni und Martin Kurtén
- 2004 Barbro Holmberg
- 2005 Sonja Vidjeskog
- 2006 Jan Granberg
- 2007 Margareta Gustafsson
- 2008 Susanne Ringell
- 2009 Ann-Marie Malmsten
- 2010 Magnus Londen
- 2011 Lauri Karvonen
- 2012 Mikaela Hasán
- 2013 Paulina Tallroth
- 2014 Anna-Lena Laurén
- 2015 Mårten Westö
- 2016 Viveca Dahl
- 2017 Tom Pettersson
- 2018 Janina Orlov
- 2019 Sydkustens Ordkonstskola
- 2020 Silja Sahlgren-Fodstad
- 2021 Tiina Sjelvgren und Annica Törmä
- 2022 Kerstin Kronvall
- 2023 Skrivande skola (Projekt)
- 2024 Alfred Backa[veraltet]